# Nicholas Serota

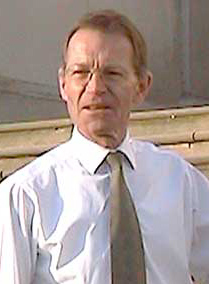
Sir Nicholas Serota

Sir Nicholas Andrew Serota CH (* 27. April 1946 in London) ist ein britischer Kunsthistoriker. Von 1988 bis 2017 leitete er das Museum Tate  in London. In seine Zeit fällt die Eröffnung der Tate St Ives (1993) und der Tate Modern (2000). Seit 2017 ist er der Direktor des Arts Council England (bis 2025).

## Ausbildung und berufliche Anfänge

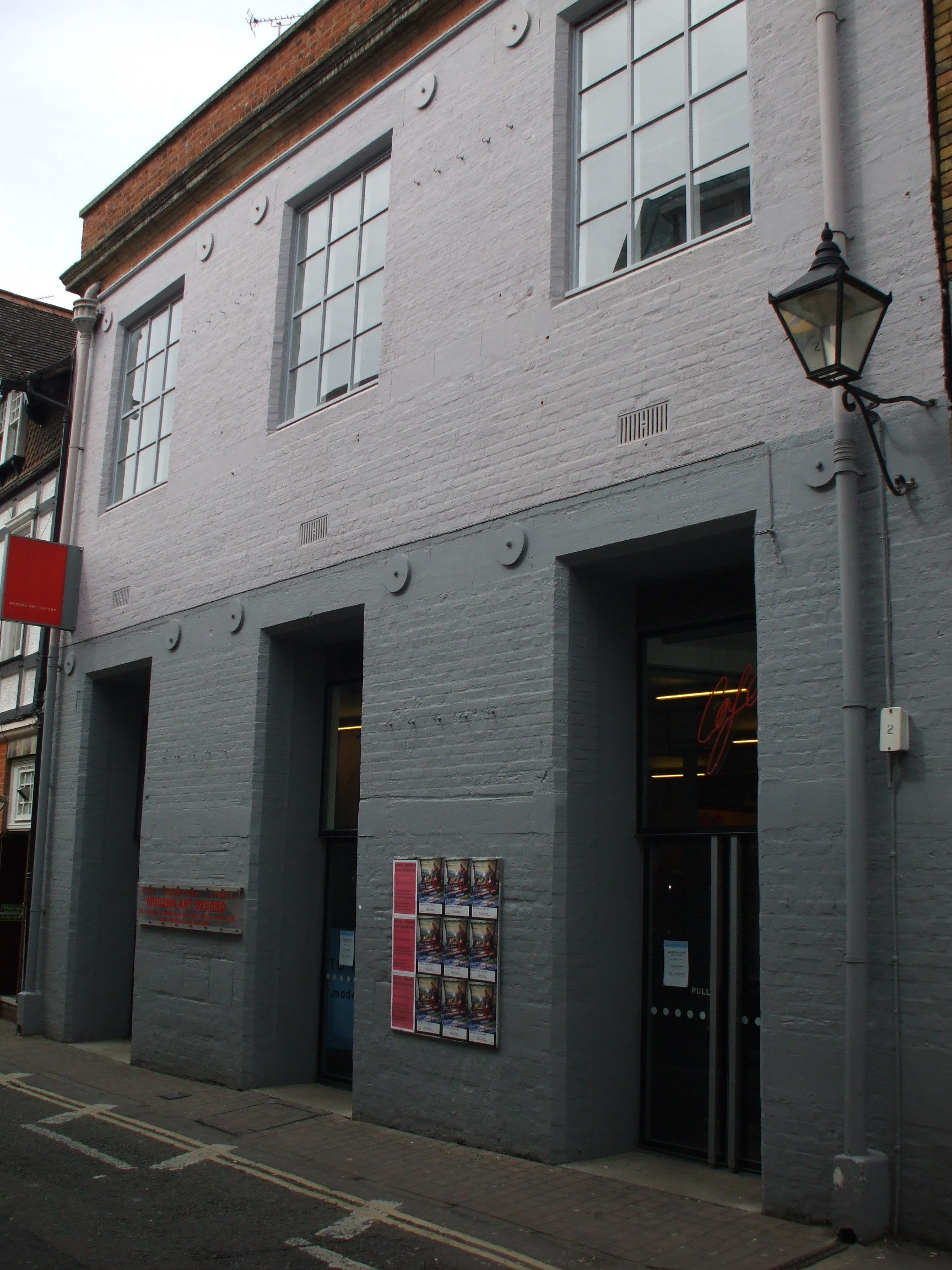
Modern Art Oxford

Nicholas Serota ist der Sohn von Stanley und Beatrice Serota. Er wuchs in Hampstead auf. Sein Vater war Bauingenieur und seine Mutter Ministerin, hochrangige Verwaltungsmitarbeiterin und spätere Life Peeress. Serota besuchte die Haberdashers' Aske's Boys' School und schrieb sich für Wirtschaftswissenschaften am Christ’s College in Cambridge ein, bevor er das Fach wechselte und ein Studium der Kunstgeschichte begann. Er schloss sein Studium am Courtauld Institute of Art der University of London mit einem Master Degree ab; seine Abschlussarbeit hatte das Werk des Malers William Turner zum Thema.
1969 wurde Serota Vorsitzender des neuen Vereins Young Friends of the Tate mit 750 Mitgliedern. Der Verein übernahm ein Gebäude am Pear Place, südlich von Waterloo Bridge, wo Vorträge gehalten und samstags Malkurse für Kinder aus der Umgebung angeboten wurden. Die Young Friends organisierten eigene Veranstaltungen und bewarben sich um eine finanzielle Unterstützung durch das Arts Council of Great Britain. Der damalige Vorstand der Tate sowie die Kuratoren forderten sie allerdings auf, dies zu unterlassen, da sie befürchteten, die Aktionen der Young Friends würden als "offiziell" angesehen. Serota und der gesamte Vorstand trat zurück, woraufhin sich der Verein auflöste. Im Jahr darauf wurde Serota Abteilungsleiter beim Arts Council of Great Britain, zuständig für regionale Ausstellungen. 1973 wurde er Direktor des Museum of Modern Art in Oxford. Dort organisierte er eine vielbeachtete Ausstellung mit Werken von Joseph Beuys.

## Whitechapel Gallery
1976 wurde Nicholas Serota zum Direktor der Whitechapel Art Gallery im Londoner East End ernannt. Dieses Museum hatte einen guten Ruf, litt aber unter Finanznot. Serota versammelte in Whitechapel einen hochklassigen Mitarbeiterstab und organisierte einflussreiche Ausstellungen mit Werken von Carl Andre, Eva Hesse und Gerhard Richter sowie frühe Ausstellungen von aufstrebenden Künstlern wie Antony Gormley. 1980 organisierte er unter der Assistenz seines langjährigen Mitarbeiter Alexander Nairne eine zweiteilige Ausstellung über britische Bildhauerei im 20. Jahrhundert mit einer Bandbreite, wie sie vorher in Großbritannien nicht zu sehen gewesen war. 1981 betreute er für die Royal Academy The New Spirit in Painting mit Norman Rosenthal and Christos M. Joachimides.
Die Ausstellungen, die Serota organisierte, stießen in der Presse oftmals auf ablehnende Kritiker, die mit Abneigung auf zeitgenössische Avantgarde-Kunst reagierten. Dadurch blieb Serota auf Distanz zum britischen Establishment, während er in der internationalen Kunstwelt einen immer exzellenteren Ruf genoss. Von 1984 bis 1985 ließ Nicholas Serota die Whitechapel wegen umfangreicher Umbauarbeiten für zwölf Monate schließen. Auf einem zusätzlich erworbenen Grundstück wurde ein weiteres, einstöckiges Gebäude mit Restaurant, Vortragssaal und weiteren Räumen erbaut. Der Anbau wurde allgemein mit Beifall aufgenommen, verursachte aber ein Defizit von 250.000 Britischen Pfund. 1987 erzielte Serota bei einer Auktion von Kunstwerken, die Künstler zur Verfügung gestellt hatten, einen Gewinn von 1,4 Millionen Pfund, mit denen er nicht nur die Schulden der Galerie begleichen, sondern zusätzlich einen Fonds errichten konnte, um künftige Ausstellungen unkonventioneller Kunst finanzieren zu können. Aufgrund dieses Erfolges wurde Serota 1988 zum Direktor der Tate Gallery ernannt und im Jahr darauf zum Knight Bachelor geschlagen.

## Direktor der Tate Gallery

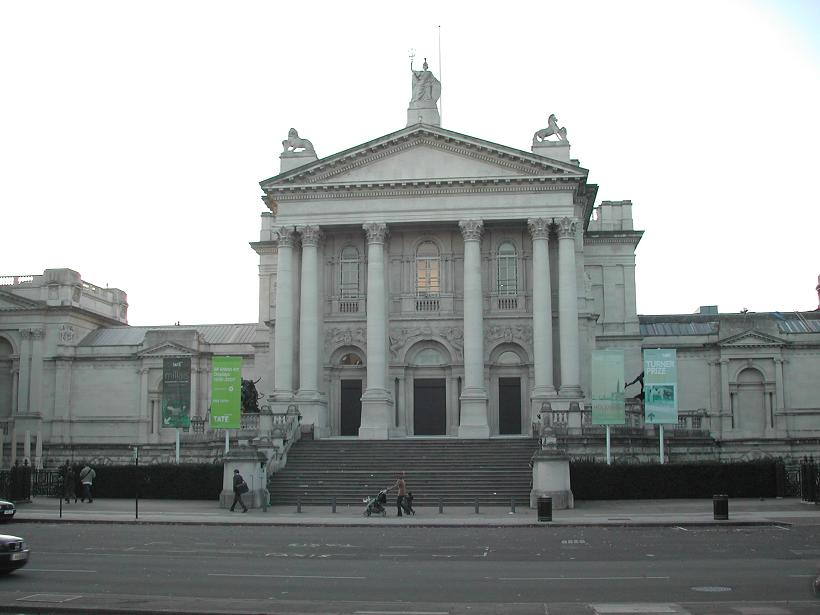
Die Tate Gallery, heute Tate Britain

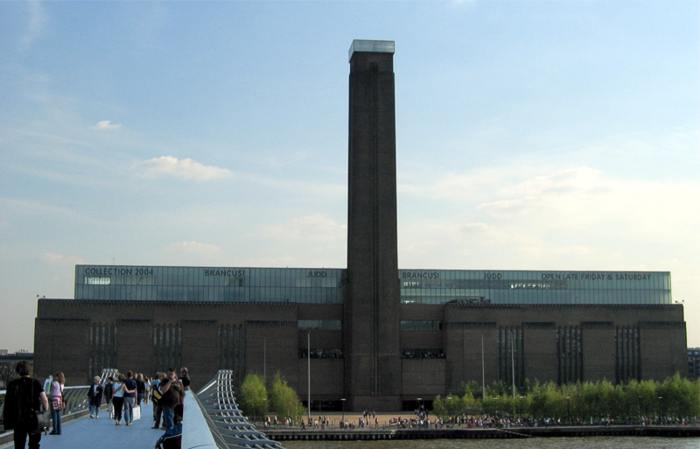
Tate Gallery of Modern Art

Die Nachricht von der Ernennung Nicholas Serotas zum Direktor der Tate Gallery wurde vom Kolumnisten der Sunday Times enthusiastisch begrüßt: „Nick Serota has enormous energy and demonstrated at the Whitechapel a tremendous sense of diplomacy. He is a passionate man, and indeed is quite unusual in this country in his commitment to modern painting and sculpture.“ Peter Fuller von der Zeitschrift Modern Painters hingegen kritisierte Serotas Ernennung scharf; dieser sei von Temperament und Begabung her unfähig, die historische Sammlung der Tate zu betreuen.
Seit rund zwei Jahrzehnten war bekannt, dass die Tate Gallery vergrößert werden müsste. Mit Gründung der National Lottery eröffneten sich Aussichten, aus ihren Mitteln die Vergrößerung des Museums in Angriff zu nehmen. 1995 erhielt die Tate Gallery 52 Millionen Pfund, um das frühere Elektrizitätswerk Bankside Power Station in Bankside in die Tate Modern umzubauen. Die endgültigen Baukosten betrugen 135 Millionen Pfund; Serota brachte es fertig, den Fehlbetrag aus privaten Quellen zu akquirieren. Das Tate Modern wurde 2000 eröffnet und schnell ein Touristenmagnet. Neben Dauerausstellungen von Werken von unter anderen Louise Bourgeois und Anish Kapoor veranstaltete das Museum erfolgreiche Ausstellungen mit Werken von Donald Judd, Pablo Picasso, Henri Matisse und Edward Hopper.
Am 16. September 2016 wurde von der Tate bekanntgegeben, dass Nicolas Serota seinen Posten als Tate Direktor niederlegt und ab 2017 der neue Direktor des Arts Council England wird. Bis zum 31. Januar 2025 leitet Serota das regierungsnahe Arts Council England. Seine Nachfolgerin in der Tate ist Maria Balshaw.

## Kunst und Kritik

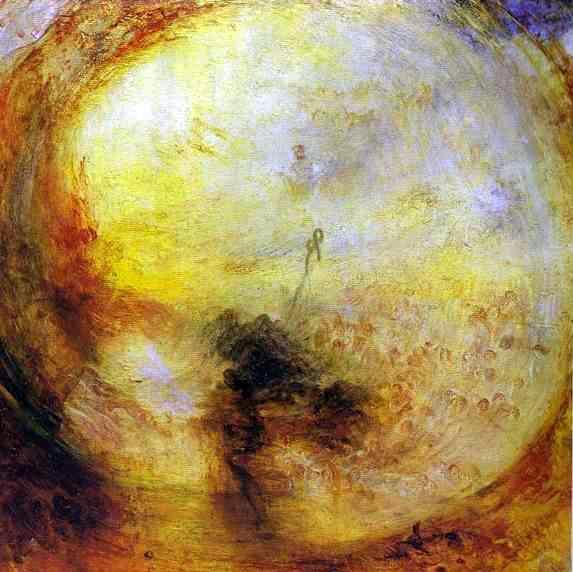
Turners Gemälde Light and Colour wurde auf Betreiben von Serota von Kunstdieben zurückgekauft.

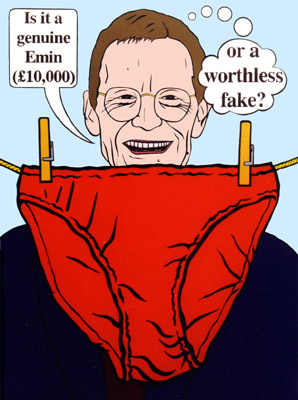
Charles Thomsons Karikatur zu Serotas Ankaufsentscheidungen für die Tate Gallery

Am 21. November 2000 hielt Nicholas Serota die Richard Dimbleby Lecture unter dem Titel Who's Afraid of Modern Art in London.

„For in spite of much greater public interest in all aspects of visual culture, including design and architecture, the challenge posed by contemporary art has not evaporated. We have only to recall the headlines for last year's Turner Prize. "Eminence without merit" (The Sunday Telegraph). "Tate trendies blow a raspberry" (Eastern Daily Press), and my favourite, "For 1,000 years art has been one of our great civilising forces. Today, pickled sheep and soiled bed threaten to make barbarians of us all" (The Daily Mail). Are these papers speaking the minds of their readers? I have no delusions. People may be attracted by the spectacle of new buildings, they may enjoy the social experience of visiting a museum, taking in the view, an espresso or glass of wine, purchasing a book or an artist designed t-shirt. Many are delighted to praise the museum, but remain deeply suspicious of the contents.“

1998 dachte sich Serota nach dem Kunstraub aus der Schirn Kunsthalle Frankfurt die sogenannte Operation Cobalt aus. Durch diese Operation gelang es, zwei Gemälde von Turner, die der Tate gehörten, zurückzuerhalten, die vier Jahre zuvor bei einer Ausstellung in Frankfurt gestohlen worden waren. Da die Versicherung zuvor die Versicherungssumme ausbezahlt hatte, konnte die Tate 20 Millionen Pfund Gewinn machen. 2001 forderte der englische Maler Stuart Pearson Wright, Gewinner der hochrangigen Auszeichnung BP Portrait Award in jenem Jahr, Serota müsse entlassen werden wegen seiner Parteinahme für Konzeptkunst und seiner Vernachlässigung figurativer Kunst. 2012 kritisierte die irische Journalistin Ruth Dudley Edwards, dass Serota seine Macht als Kopf der Tate missbrauche, um talentlose Selbstdarsteller und die Vermehrung des Häßlichen und Sinnlosen zu fördern.
Seit ihrer Gründung im Jahre 1999 führte die Gruppe der Stuckisten, die sich der Rückkehr zur Malerei verpflichtet sieht, eine Kampagne gegen Nicholas Setora. Eines der bekanntesten Werke der Gruppe ist das satirische Bild Mitbegründers Charles Thomson Sir Nicholas Serota Makes an Acquisitions Decision aus dem Jahr 2000. 2004 wurde er als "wenigst wahrscheinliche Besucher der Ausstellung The Stuckists Punk Victorian in der "Walker Art Gallery tituliert, der bei Werke gezeigt wurden, die ihn verspotteten. Tatsächlich besuchte Serota die Ausstellung, sprach mit den Künstlern und beschrieb die ausgestellte Kunst als „lebendig“.
2005 boten die Stuckisten 160 Gemälde aus dieser Ausstellung der Tate Gallery als Schenkung an. Serota lehnte dies ab und schrieb den Stuckisten, dass deren Kunst nicht die „erforderliche Qualität in Ausführung, Innovation und Originalität der Ideen habe, um deren Bewahrung auf Dauer in der nationalen Sammlung zu gewährleisten“.  Daraufhin wurde er beschuldigt „die führende Sammlung Großbritanniens verächtlich behandelt“ zu haben. Wegen dieser Zurückweisung starteten die Stuckisten eine Medienkampagne gegen den Ankauf der Tate von Werken Chris Ofilis, Mitglied des Aufsichtsrates der Galerie.

## Kontroversen
2005 gestand Nicholas Serota ein, dass er in einem Bewerbungsschreiben an den National Art Collections Fund (NACF) um einen Zuschuss von 75.000 Pfund für den Ankauf eines Kunstwerks von Ofili falsche Angaben gemacht hatte. Er gab an, dass die Tate noch nicht beschlossen habe, dieses Kunstwerk zu kaufen, obwohl der Fund schon Monate zuvor 250.000 Pfund ausbezahlt hatte. Er führte seine falschen Angaben auf einen „Denkfehler“ zurück. Der NACF stimmte zu, dass Serota das Geld behalten dürfe.
Im Jahr darauf entschied die Charity Commission, dass die Tate beim Ankauf von Kunstwerken, die von Kuratoren der Galerie stammten, das Gesetz für Wohltätigkeit gebrochen habe (aber nicht das Strafrecht), darunter auch bei Ankäufen, die vor Serotas Amtszeit getätigt worden waren. Der Daily Telegraph nannte dieses Urteil „eine der ernstesten Anklagen gegen den Betrieb einer der bedeutendsten kulturellen Institutionen des Landes solange man zurückdenken kann“. Im April 2008 startete Charles Thomson eine Petition gegen die Diktatur von Serotas Tate auf der Website des Premierministers.

## Persönliches
Die erste Frau von Nicholas Serota war die Balletttänzerin Angela Beveridge, die später Alexander Bernstein, Baron Bernstein of Craigweil ehelichte. Das Paar heiratete 1973 und hat zwei Töchter. 1997 heiratete Serota seine zweite Frau Teresa.

## Ehrungen
2013 wurde Serota zum Mitglied des auf 65 Personen beschränkten Order of the Companions of Honour berufen. 2016 wurde er zum Mitglied der American Academy of Arts and Sciences gewählt.

## Publikationen (Auswahl)
- Looking at Modern Art: In Memory of David Sylvester. Tate Publishing 2002
- mit Jürgen Blasius: Donald Judd: Das Werk. Dumont Buchverlag 2004
- Unfolding Gift: The Pier Arts Centre Collection. Thames & Hudson 2010
- Gerhard Richter: Panorama. Tate Publishing 2011
- mit Morris Frances: Tate Modern the Handbook: Revised Edition. Tate Gallery Publishing 2011
- mit Deyan Sudjic: From the House to the City: Rogers Stirk Harbour + Partners. Goodman Books 2013
- mit Gabriella Belli/Anthony Caro: Anthony Caro. Skira 2013